# Fin.K.L.
Fin.K.L.（ピンクル、またフィンクル、朝: 핑클）は、1998年に結成した韓国の4人組女性アイドルグループである。DSPメディア（旧 テソン音響）所属。公式ファンクラブ名はFINKY（ピンキー、朝: 핑키）。公式応援カラーは赤。
SMエンタテインメント所属のS.E.S.らと共に、韓国アイドルの第1世代として活躍した。
グループ名「Fin.K.L.」は、『自由を殺すものを終わらせる』という意味の「Fine Killing Liberty」の略である。

## 来歴
当初はオク・ジュヒョン、イ・ジン、ソン・ユリの3人組として準備が進んでいた。初めにデビューメンバーに内定していたオク・ジュヒョンは、残りのメンバーのオーディションに審査員として参加した。しかし、1997年にSMエンタテインメントからS.E.S.がデビューしたことによって、急遽4人組に再編成することとなり、DSPメディア社長によってスカウトされたイ・ヒョリがメンバーに加わった。
1998年に発売した1集『BLUE RAIN』の表題曲『Blue Rain』、後続曲の『ルビ（涙悲）』、『ネナムジャチングエゲ（私のボーイフレンド）』が連続ヒットし、2000年発売の3集『Now』で国民的アイドルグループとしての地位を確立した。1集では元気に、2集で可憐に、3集で大人にイメージチェンジし、活動コンセプトを変化させた。
2002年発売の4集『永遠』以降は、メンバー全員がDSPメディアを離れて各事務所へ移籍し、ソロ活動に専念した。イ・ヒョリはソロ歌手、オク・ジュヒョンはミュージカル女優、イ・ジンは司会者、女優、ソン・ユリは女優として第一線で活躍した。
2005年にはデジタルシングル「Fine Killing Liberty」のために再びグループで活動し、「解散はしない」と表明した。しかし、以降もグループとしては活動休止状態にあった。
2019年9月22日、14年ぶりにベストアルバム『FIN.K.L Best Album』を発表。JTBCのバラエティ番組「キャンプクラブ」に出演し、かつてのヒット曲と新曲を披露した。

## メンバー
イ・ヒョリ
- 朝: 이효리、漢: 李孝利
- 1979年5月10日（46歳）
- ソロ歌手、タレントとして活動。
- ソロ歌手としても大ヒットしたが、ガールズグループ出身初の芸能大賞を受賞するほどバラエティでも活躍した。

オク・ジュヒョン
- 朝: 옥주현、漢: 玉珠鉉
- 1980年3月20日（45歳）
- ソロ歌手、ミュージカル女優として活動

イ・ジン
- 朝: 이진、漢: 李眞
- 1980年3月21日（45歳）
- 女優として活動

ソン・ユリ
- 朝: 성유리、漢: 成宥利
- 1981年3月3日（44歳）
- 女優として活動

## 作品

### フルアルバム
- 1集 BLUE RAIN（1998年）
- 2集 white（1999年）
- 2.5集 Special（1999年）
- 3集 Now（2000年）
- 3.5集 Memories & Melodies（2001年）- カバー曲のみのアルバム
- 4集 永遠 / call me in your heart... can be my soul show you love again（2002年）

### スペシャルアルバム
- 1999 First Live Concert（1999年）
- 2000 THE SECOND LIVE CONCERT（2000年）
- History...（2001年）
- FIN.K.L Best Album（2019年）

### ミニアルバム
- Forever Fin.K.L（2005年）

### VT (VHS)
- ナビナビ童謡祝祭（1999年）
- 1999 First Live Concert（1999年）
- 2000 THE SECOND LIVE CONCERT（2000年）
- Forever（2002年）

### VCD
- FIN.K.L VCD（1998年）
- 1999 First Live Concert（1999年）
- FIN.K.L music video collection/history（1999年）
- 2000 THE SECOND LIVE CONCERT（2000年）
- Red&Blue（2000年）- PC専用立体視ビデオ
- Star-CD Fin.K.L（2001年）
- FOREVER（2002年）

### 写真集
- FIN.K.L in TOKYO（1998年）※日本で発売。
- FIN.K.L 1999 NEW IMPRESSIONS OF TAIWAN（1999年）※台湾で発売。

## 広告
- ピンクルパン / 森立食品[注釈 1]
- 三養ラーメン / 三養食品
- ハローキティ・ホワイトプラス
- エプソン